# Heather Mason
Heather Mason, pseudonimo di Cheryl Mason, è un personaggio immaginario appartenente alla serie di videogiochi Silent Hill, protagonista di Silent Hill 3.

## Caratteristiche
Heather, dopo Maria, la coprotagonista di Silent Hill 2, è la seconda donna ad essere protagonista della saga. È la seconda reincarnazione di Alessa Gillespie, una ragazzina dalle origini sconosciute nata a Silent Hill, e dotata di poteri psichici, che onde evitare di essere soggiogata dalla dimensione parallela e sfuggire alla prigionia impostale da Dahlia Gillespie, la sua madre putativa e membro di una setta religiosa, L'Ordine, genera un alter ego nel quale infonde la sua parte incontaminata.
Heather si presenta come la tipica adolescente americana, spensierata e amante dello shopping. Viene descritta con un carattere alquanto difficile: ella è per linee generiche una ragazza forte ed estroversa, ma sorride raramente, è spesso permalosa, sarcastica e molto diffidente.
Il suo aspetto fisico è quello di una ragazza di media statura, dalla corporatura smilza e la pelle molto chiara, con una piccola quantità di lentiggini. I suoi occhi sono castani. Sebbene i suoi capelli appaiano biondi, Heather in realtà è bruna.

## Storia
Heather, che all'anagrafe si chiama Cheryl Mason, "nasce" presumibilmente nel 1986 a Silent Hill durante gli eventi del primo capitolo, nell'istante in cui Alessa Gillespie, in punto di morte, genera con i suoi poteri una seconda reincarnazione di se stessa. Harry Mason, l'uomo al quale è stata affidata, le attribuisce gli stessi dati anagrafici di Cheryl Mason, la sua figlia adottiva e prima reincarnazione di Alessa, e si trasferiscono nella cittadina di Portland. Poco tempo dopo però, alcuni adepti del Ordine riescono a rintracciare l'uomo e la bambina, e i due, entrati in un programma di protezione dei testimoni, sono costretti a trasferirsi e cambiare identità, e la bambina è conosciuta d'ora in poi come Heather.
Silent Hill 3
Un giorno, nel 2003, Heather si trova in un centro commerciale per svolgere una commissione per suo padre, e si ferma a mangiare in un fast food, Happy Burger. Una volta uscita, Heather incontra un investigatore di nome Douglas Cartland che vorrebbe parlare con lei, ma la ragazza rifiuta ogni richiesta e si dirige in un bagno dove fugge da una finestra per evitarlo. Rientrata nella struttura, Heather si ritrova davanti strane creature, e incontra successivamente una donna, Claudia Wolf, proveniente da Silent Hill. la donna dice a Heather che è la prescelta, colei che con i suoi poteri darà inizio alla nascita del paradiso sulla terra. Finito il suo discorso Claudia va via, Heather subisce una forte emicrania, e proseguendo per il resto del edificio, si ritrova nella dimensione parallela.
Uscita dal centro commerciale Heather fa per ritornare a casa, e proseguendo nel suo cammino Heather incontra Vincent, un prete anch'esso proveniente da Silent Hill, che accenna alla ragazza alcune cose del suo passato, ma Heather non gli crede e va via.
Arrivata a casa, Heather scopre il corpo senza vita di suo padre, Harry Mason sul divano; segue le tracce di sangue lasciate nel appartamento e arriva a Claudia, committente del omicidio. La donna questa volta le racconta che anche lei stessa fa parte di Silent Hill, e che suo padre la portò via da loro quando era ancora neonata.
In un primo momento Heather ignora tutto e il suo obbiettivo è quello di recarsi a Silent Hill e uccidere Claudia per vendicare il padre, ma solo dopo essere giunta nella sua città natale capisce il perché di tutto quello che le sta accadendo: scopre che lei è la reincarnazione di Alessa Gillespie, una ragazza che, per via dei propri poteri psichici, venne reputata una strega. La madre di Alessa, Dahlia, decise di purificarla bruciandola viva per riportare in vita un Dio che avrebbe espiato l'umanità dai propri peccati, ma grazie al padre di Heather, che sconfisse il Dio, tale evento fu scongiurato, e all'uomo venne affidata la bambina.
Heather riesce a scovare il nascondiglio di Claudia e riesce a fermarla ma Claudia, completamente impazzita, si sacrifica lei stessa per la rinascita del Dio ingoiando il suo feto vomitato da Heather. Il "parto" avviene e Heather si trova faccia a faccia col nuovo Dio che riesce a sconfiggere, fermando così il piano di Claudia. Infine, la ragazza può nuovamente tornare alla sua vera identità, e dopo i funerali del padre, sembra che lasci la sua città.

## Curiosità
- Nella canzoncina del finale Vendetta, si parla delle vicende di Heather successive alla sua disavventura e si scopre che la ragazza, negli anni a seguire si sposa molto presto e divorzia poco tempo dopo, e vive da sola con due figli.
- Nel Brookhaven Hospital Heather accenna, esaminando alcuni elementi, di essere stata precedentemente dipendente dal fumo, e di aver deciso di smettere definitivamente.
- Anche Heather, pur essendo una reincarnazione, possiede dei poteri soprannaturali, e in determinate circostanze può mostrarli: le capita di avere delle visioni sul futuro, individuare punti in cui si può passare dal Real World all'Otherworld e percepire presenze invisibili. Inoltre, sbloccando il costume"Prindess Heart", Heather può usare poteri magici quali l'Heather Beam e il Sexy Beam, estremamente potenti nell'abbattere nemici anche di grossa taglia.
- Heather soffre di eisoptrofobia, la fobia per gli specchi. Questo non è dovuto solo ad una pura paura irrazionale, ma al fatto che vedendo sé stessa riflessa nello specchio vede il suo alter ego, cioè l'anima di Alessa. Questo lo si può notare dal fatto che in casa sua gli specchi sono tutti coperti da delle tende, e anche nella stanza del deposito del Brookhaven Hospital, dove c'è uno specchio che ricopre l'intera parete; se Heather rimane a guardarlo troppo a lungo il suo riflesso si trasforma in quello del Ricordo di Alessa, la sua controparte malvagia, e Heather muore. Il Ricordo di Alessa lo si incontra comunque nel Lakeside Amusement Park, dove lo si combatte come boss.
- Heather compare in un cameo insieme a James Sunderland, protagonista di Silent Hill 2, nel finale Buon compleanno di Silent Hill: Downpour.
- Nelle fasi iniziali dello sviluppo del gioco, il nome provvisorio di Heather era "Helen", che fu successivamente scartato perché considerato troppo antiquato per il giovane personaggio.